# Boćanje
Boćanje je tradicionalni sredozemni šport. U Hrvatskoj je boćanje poznato i pod nazivima balote i bućanje.

## Podrijetlo
Povjesničarski stav o podrijetlu ove igre je podijeljen: jedni smatraju da je podrijetlom iz Baskije, dok drugi smatraju da je podrijetlom iz Italije.

## Ime
U hrvatskomu jeziku, ovu igru zovu i bućanje (kratko u), odnosno igrati na buće ili na balote. Izraz bućanje i buće prevladava u dijelu Dalmatinske Zagore i zapadnoj Hercegovini, dok izraz balote u Hrvata prevladava na hrvatskim otocima te u hrvatskom priobalju od Savudrije do Prevlake, kao i u Hrvata iz Boke kotorske i u hrvatskih autohtonih zajednica u Crnogorskom primorju.

## Raširenost
Zbog činjenice da za ovu igru nije potrebna snaga i brzina (osim u brzinskim discipinama), a ozljede su vrlo rijetke (osim kod neopreznih promatrača, kada se boća ili bulin odbije ili naglo odskoči, pa pogodi nekoga), raširena je među svim dobnim skupinama, od 7 do 87. 

Glede činjenice da ne treba imati veliku niti posebno pripravljenu površinu (može se igrati na svakakvim podlogama, osim izrazito blatnjavih) za igrati ovu igru, raširena je u svim sredinama, od ruralnih i malomještanskih sredina, gdje je i najraširenija, sve do urbanih sredina. Unatoč činjenici da se igru svojevremeno omalovažavalo u visokourbaniziranim sredinama, gdje ju se smatralo »preseljačkom« i »premalomještanskom«, igra se počela širiti i u tih slojeva.

## Varijante
- Volo
  - Discipline: tradicionalno/klasično (trojka, par, dva pojedinca, pojedinačno), precizno izbijanje, krug/bližanje i izbijanje u krug, brzinsko/brzo izbijanje (5 min), (brzinsko) štafetno izbijanje, precizno bližanje/valjanje.
- Raffa
  - Discipline: precizno izbijanje
  - Raffa boćanje igra se  na ravnoj i savršeno poravnatoj podlozi. Teren je ograđen drvenim daskama visine 25 cm, s tolerancijom +/- 2 cm. Teren je po pravilu dugačak 26,50 metara i širok između 4 i 4,50 metra. Sama igra Raffa boćanja sastoji se od bližanja i valjanja. Utakmice se igraju na tri načina: pojedinačno s četiri boće, u parovima po dvije ili u trojke s dvije boće.[1]

- Petanka (fra. pétanque)
- Boule lyonnaise
- Jeu provençal
- Sport-boules
- Na travi (eng. bowls, lawn bowls)

## Pravila

### Boćalište
Igra se na terenu (idealno je ako je ograđen, obično daskama visine 20 cm) dužine 10 (narodno) do 20 – 30 metara (natjecateljsko). Igralište za boćanje se naziva zog (za boće), zjog (jer, zog/zjog može biti i nešto drugo) ili jog, odnosno boćalište. Širina je od 2,5 do 4 metra.

### Oprema
Boće su izrađene od punog drva ojačanog i učvršćenog čavlima (narodne), plastike (punjene tekućinom ili kojim drugim tvorivom) ili kovine (natjecateljsko igranje).
Boće su kuglastog oblika. Promjer nije stalan, ali obično se izrađuje takve da mogu stati u šaku, odnosno tako da mogu ispuniti šaku.
Bulin ili bula, najmanji predmet u igri, izrađen od drveta i obično obojan crvenom bojom za klasične discipline, ili bijele za tehničke discipline, promjera ~30 mm.

### Sudionici
Igra se jedan protiv jednoga, dvoje protiv dvoje, a može se i s troje protiv troje igrača.   

### Dopušteni potez
Dopušteno je izbijanje protivničkih ili boća vlastitih igrača, kao i bulina.
Dopušteno je kotrljati (»valjati«) ili baciti boću. Kod bacanja, smije se bacati samo tako da boća napravi lûk. Baca se samo iz ispružene ruke odasprijeda. Nisu dopuštena bacanja kao da se "zakucava", kao u košarci, niti bacanja kao u bacanju kamena s ramena.
Nije dopušteno odigravati od ograde (»od šponde«), i bočne i stražnje. Buća koja je izletila izvan igrališta ne računa se u daljnjem tijeku igre. 
U slučaju da koja od strana izbije bulin, igra se prekida, i baca se sa strane na koju se bacalo boće, kao da se normalno odigralo sa svim boćama.

### Bodovanje
Cilj je baciti boću tako da se ona što bliže dokotrlja do bulina. Za svaku boću koja je najbliže bulinu, dobiva se bod (punat). Boduju se samo boće koje su bliže bulinu od protivničkih. Igra se dok jedna od ekipa ne postigne 13 punata.

### Igra
Svaki igrač igra s dvije boće.
Nakon izabiranja strana, bira se koja će strana prva bacati bulin.
Bulin se baca na suprotni kraj bućališta. Ne mora biti uza sam rub, ali nije poželjno da bude ni blizu boćara, odnosno bacača.
Nakon toga, strana koja je prva bacila bulin, baca prvu boću.
Nakon bacanja prve boće, igrač druge ekipe baca svoju. Ako se igra udvoje ili učetvero (ili u šestero), ekipe naizmjence bacaju svoju boću.
Nakon što svi odigraju svoju prvu boću, s bacanjem svoje druge boće ide strana čija boća ili boće nisu najbliže bulinu. Ne uspije li prvi igrač druge strane dobaciti bliže bulinu, drugi igrač druge strane kreće sa svojim bacanjem. Niz se nastavlja sve dok netko od slabije momčadi ne dobaci boću bliže bulinu. Ispucaju li svi igrači strane koja nije uspjela približiti bulinu svoje boće, strana koja nije bacala baca svoje, nastojeći još više povećati broj svojih osvojenih bodova.
Ekipa koja je pobijedila, odnosno koja je tom nizu uspjela biti najbliža bulinu sa svojim boćama, dolazi u posjed bulina. Ekipe se prebacuju na drugu stranu igrališta, a momčad koja je u posjedu bulina opet prva baca.

### Konačni zbroj
Igra se do 12 ili 13 osvojenih bodova (punata). Općenito, »ciljna crta« nije jedinstvena u Hrvata: zabilježena su odstupanja od 12 do 21 boda.
Valja napomenuti da je »zaletište« za bacanje boće ograničeno, u smislu do koje zamišljene crte igrač mora ispustiti boću iz ruke.

## U Hrvatskoj
Raffa reprezentacija je prva reprezentacija koja je nastupala pod Hrvatskom zastavom od Hrvatske samostalnosti. BK Nada Split je prvi momčadski prvak Hrvatske računajući sve sportove.
Dugi niz godina odvija se natjecanje za Kralja bakelita - titula najboljeg igrača bakelitnih balota u kalendarskoj godini u Dalmaciji. Bodovi za ranking skupljaju se na raznim turnirima tijekom godine.
Prvi nastup neke Hrvatske petanka ekipe na nekom službenom međunarodnom petanka natjecanju bio je 2022.; nastup PC Dalmatina na  European Cup – EuroCup Champions.
Prvi službeni nastup hrvatske petanka seniorske reprezentacije bio je prijateljski susret protiv reprezentacije Slovenije odigran 13. travnja 2024. u slovenskom mjestu Dobrovce.
Na više lokacija u Rijeci i okolici, krajem 2022. i početkom 2023., bila je postavljena izložba "Boćanje i boćarsko prigovaranje". Fokus izložbe je bio podsjetiti na boćanje kao tradicionalnu igru, važan element, ali i mediteranski fenomen druženja i tjelesne aktivnosti te njegovo mijenjanje kroz vrijeme.

## Ostalo
- Neki značajni svjetski turniri: Coppa Città di Asti / Memorial Beppe Andreoli (od 1915., Asti)[9], pozivni turnir »Robert Millon« / turnir parova i četvorki Grand Prix Gap (od 1921., Gap)[10][11], Targa Rosa / Targa d’Oro (od 1954., Alassio)[12][13], međunarodni turnira parova »Charles Beraudier« (od 1982., Lyon)[14], Memorijal Gilbert Veyret (od 1993., Susville)[15], pozivni turnir u parovima Trofej Emile Terrier (od 2008., Satolas-et-Bonce)[16], boćarski turnir »Denis Ravera« (od 2009., Monaco)[17], serija pozivnih turnira GDP Vendome[18]

## Povezano
- Petanque
- Hrvatski boćarski savez
  - Hrvatska boćarska liga – volo
  - Hrvatska ženska boćarska liga – volo
  - I. hrvatska raffa liga
  - I. hrvatska petanka liga
- Pljočkanje
- Boccia

## Vanjske poveznice
- Službena stranica Hrvatskog boćarskog saveza
- WPBF
  - FIB (volo)
  - CBI (raffa)
  - FIPJP (pétanque)
- WB (lawn bowls)